# Saint-Gorgon, Vosges
Saint-Gorgon är en kommun i departementet Vosges i regionen Grand Est (tidigare regionen Lorraine) i nordöstra Frankrike. Kommunen ligger i kantonen Rambervillers som tillhör arrondissementet Épinal. År 2022 hade Saint-Gorgon 366 invånare.

## Befolkningsutveckling
Antalet invånare i kommunen Saint-Gorgon
| Referens: INSEE |